# 埼玉県立所沢北高等学校
埼玉県立所沢北高等学校（さいたまけんりつ ところざわきたこうとうがっこう）は、埼玉県所沢市並木にある公立高等学校。通称は「所北」（とこきた）または  ｢北高｣    (きたこう)。

## 沿革
- 1971年（昭和46年）6月30日 - 在日米軍所沢通信基地の（現当校所在地を含む）約6割が返還される。
- 1974年（昭和49年） - 埼玉県立所沢北高等学校 開校[1]
- 1996年（平成08年） - 埼玉県インターリンクス事業として、ニュージーランド研修実施
- 2016年（平成28年） - 理数科開設
- 2024年（令和06年） - SSH(スーパーサイエンスハイスクール)指定

## 概要
- 愛称、略称は「所北」（とこきた）と呼ばれる場合が多い。「北高」（きたこう）と呼んでいる場合も少数ながらある。市内居住者は北高、市外居住者は所北と呼ぶ傾向があるが、学校HPでは所北を用いている。
- 所沢、入間、飯能、狭山、川越、富士見、ふじみ野、三芳、朝霞、志木、新座、和光などの共学校の中ではトップの入試難易度と進学実績を誇る（かつては同じ学区にあった埼玉県立所沢高等学校に次ぐレベルであったが、2001〜2003年頃から逆転し、現在では本校が入試難易度・合格実績共にワンランク優位となっている）。
- 現在、本校の卒業生は1万人を超える。

## 校訓
- 叡智育成・自主自律

## 進学指導
入学すると、「大学進学」を前提として教育される。9割以上の生徒が大学進学を希望しており、就職希望者が0人ということが稀にある。就職希望者は若干名いるが、就職後のキャリアアップのため大学進学者同様のレベルで教育が施される。なお、就職希望者は公務員（市役所、自衛隊）を志望する者が多い。
基本的に、国公立大学の受験にも対応できるよう文理隈無く学べるカリキュラムであったが、ハイレベルの私立大学の入試にも対応できるよう、2011年～2012年頃にカリキュラムが変更され、2年次から文系クラス、理系クラスに分けられる(それまでは3年次に文理別クラス分け)。
教員も「より高い進路実績」を目指すため、進路指導に熱心であり、夏休みや冬休み期間に大学受験を前提とした集中補講が多く開講され、大学受験を控えた生徒は熱心に利用している。
- スタディーサポートの実施
- 長期休業補講
- 放課後補講
- 土曜日補講
- 65分×5時限授業（50分授業に換算すると週34単位実施）
- 本校による大学説明会
- 進研模試実施
- 所北セミナーの実施（1年次4月中旬）

→所北セミナーは、新入生が4月に1泊2日の泊まり込みで勉学について学ぶ勉強合宿に近い行事であった。2018年度より内容が変更され、1日近隣のホールで授業内容や勉強方法を説明する簡単な形式になった。また簡単な合唱コンクール（校歌のみ）を行い、最優秀クラスを選出する。
- 理数科開設（2016年）

→理数科を開設の目的として、国公立大学医学部への進学者を増やすことがある。普通科では時間数が足りないため、理数科で理系科目の難易度の高いところまで扱う予定。大学との連携も図っている。
- 進路実績

→毎年ではないが、東京大学、京都大学、東京工業大学(現東京科学大学)合格者を輩出している。国公立大学では、埼玉大学の合格者が多い。私立大学では、早稲田大学や「GMARCH」と呼ばれる5大学に進学する者も多い。なお、所沢北高校は東洋大学の合格者数が日本で一番多い時期があったとされる。

## 学校行事
- 4月：所北セミナー（1年生のみ対象）
- 6月：北友祭（体育祭）
- 9月：北高祭（文化祭）
- 10月：修学旅行（2年次）　→沖縄、関西、九州、北海道のいずれかで行われることが多い。
- 11月：芸術鑑賞会　スポーツ大会
- 3月：予餞会

## クラブ
生徒加入率92％と非常に高く、なおかつ活発である。特に陸上部はインターハイ、関東大会で出場経験があり、チアダンス部は2大会連続全国大会ポンダンス部門を優勝する程の強豪である。野球部は2010年の夏の大会で準々決勝に進み、ベスト8となった。吹奏楽部は2012年の西関東アンサンブルコンテストにおいて、打楽器8重奏が金賞、また2022年、2024年の同大会にてフルート4重奏、クラリネット4重奏が銀賞を獲得した。他にも関東大会出場などの部活が多々ある。
また、吹奏楽部はTBS系ドラマ『仰げば尊し』の第1話冒頭部にエキストラ出演しており、リード作曲「アルメニアンダンスパートⅠ」を所沢市民文化センター「アークホール」において収録・演奏した。

### 運動部
- 野球部
- ハンドボール部
- 陸上部
- 硬式テニス部
- 卓球部
- バレーボール部
- バスケットボール部
- 剣道部
- バドミントン部
- サッカー部
- ワンダーフォーゲル部
- ソフトボール部
- 弓道部
- ラグビー部

### 文化部
- 音楽部
- 英語部
- ギター部
- 放送部
- 演劇部
- 新聞部
- 物理部
- 文芸部
- 地球科学部
- 写真部
- 美術部
- 茶道部
- 吹奏楽部
- 漫画研究部
- 化学部
- 生物部
- チアダンス部

### 同好会
- 数学同好会

## 施設
- 本校には空調設備が全教室に設置されている。夏場は冷房、冬場は暖房を利用できる。通常であれば、空調費用として保護者に費用負担を求める自治体・学校が多い。しかし、本校は、近くに在日米軍所沢通信基地や航空自衛隊入間基地が存在することにより、航空機の往来が多い場所に存在する。それにより、空調費用は防衛省負担(国負担)となっており、特別保護者が負担することはない。
- 本校には本館の他、新校舎・朋翔館・錬剛館・体育館の施設がある。平成29年度４月現在、新校舎は1-4～1-9の教室の他、コンピュータルーム等の特別教室がある。名前の通り新しく、中は本館に比べ、綺麗である。朋翔館は基本部活棟として使われ、一階はトレーニングルームとなっている。錬剛館は武道の授業を行うときに用いられ、剣道部やチアダンス部か使用していることが多い。

## 著名な卒業生

### 芸能界
- 加納孝政（RAG FAIRメンバー）
- 鈴木博美（イラストレーター）
- 草尾毅  (声優)
- bice  (ミュージシャン)

### スポーツ
- 馬渕武史（ラグビーユニオン選手、元リコーブラックラムズ）[2]
- 塚本篤志（ラグビーユニオン選手、元ホンダヒート）
- 中澤健宏（ラグビーユニオン選手、リコーブラックラムズ）[2]

### マスメディア・出版・広告
- 杉本聖一（株式会社鳳梨舎取締役社長）[3]
- 小髙茉緒（日本テレビアナウンサー）

### 政界
- 小谷野剛（埼玉県狭山市長）[2]

### その他
- 藤川真一（プログラマ、経営者）
- 笈川幸司（日本語教育者）[4]
- 斉藤光洋（旧姓立川、楽天インシュアランスホールディングス代表取締役社長）

## 交通アクセス
- 西武新宿線新所沢駅から徒歩約8分

## 脚註
1. ↑  開校 …所沢北高校の開校「写真で見るところざわの移り変わり」 所沢市ホームページより
2. 1 2 3  “（青春スクロール　母校群像記）県立所沢北高校：3 猛特訓、猛勉強 つかんだトップリーグ”. 朝日新聞埼玉全県版. (2020年5月23日)
3. ↑  “（青春スクロール　母校群像記）県立所沢北高校：6 料理やお笑い、憧れの世界で「プロ」に”. 朝日新聞埼玉全県版. (2020年6月20日)
4. ↑  “（青春スクロール　母校群像記）県立所沢北高校：1 世界へ雄飛、人の交流担う”. 朝日新聞埼玉全県版. (2020年5月9日)